# Saarinen och Pieni-Saarinen
Saarinen och Pieni-Saarinen är en sjö i kommunen Leppävirta i landskapet Norra Savolax i Finland. Sjön ligger 98,8 meter över havet. Den är 13,8 meter djup. Arean är 31 hektar och strandlinjen är 4,61 kilometer lång.  Den  ingår i Vuoksens huvudavrinningsområde.  Sjön ligger omkring 55 kilometer sydöst om Kuopio och omkring 320 kilometer nordöst om Helsingfors. Sjöns båda delar, Saarinen och Pieni-Saarinen, är förbundna med varandra genom ett smalt sund med den mindre, Pieni-Saarinen, i väster.
Saarinen och Pieni-Saarinen ligger söder om Torvinen. 